# Von Matérn
von Matérn är en svensk adelsätt ursprungligen från Liebstadt i Ostpreussen. Översten och kommendanten i Landskrona Johan Anton Matern (1683–1767) adlades av kung Adolf Fredrik den 21 november 1751 som von Matern, och ätten introducerades på Riddarhuset den 23 oktober 1756.
Enligt Statistiska Centralbyrån hade i Sverige år 2017 32 personer efternamnet Von Matérn, 60 personer efternamnet Von Matern, 16 personer efternamnet Matérn och ingen hade efternamnet Matern.

## Personer med namnet von Matérn
- Axel von Matern (1848–1920), militär
- Göran von Matérn (1941–2002), konstnär och musiker
- Johan Anton von Matérn, flera personer
  - Johan Anton von Matérn (1683–1767), militär och kartograf
  - Johan Anton von Matérn (1777–1851), militär och ämbetsman
- Nils von Matern (1893–1960), väg och vattenbyggnadsingenjör